# Pirmin Huber
Pirmin Huber (* 1987) ist ein Schweizer Musiker (Kontrabass, E-Bass, auch Büchel,  Komposition).

## Leben und Wirken
Huber wuchs in einer volksmusikalischen Familie in Galgenen auf; seit früher Kindheit musizierte er bei traditionellen „Stubeten“ mit. Er lernte zunächst Trompete, später Kontrabass. Mit 14 Jahren spielte er seine ersten Konzerte und wurde bei diversen Wettbewerben ausgezeichnet. Nach einer Lehre zum Zimmermann entschied er sich für die Musik.
2010 begann Huber sein Musikstudium an der Hochschule Luzern bei Heiri Känzig. Nach einem Bachelor-Studium mit Schwerpunkt Volksmusik, das er im Sommer 2013 abschloss, absolvierte er dort 2016 seinen Master in Musikpädagogik. In dieser Zeit erhielt er von Dieter Ammann wichtige Anstösse zur Strukturierung von Kompositionen. Bereits während des Studiums komponierte er 2016 im Auftrag der Pro Helvetia eine Ländlersinfonie, die auf der «Stubete am See», dem Festival für neue Schweizer Volksmusik in Zürich, uraufgeführt wurde.
Huber hat sich in der zeitgenössischen Neuen Schweizer Volksmusik etabliert. Mit weiteren „Koryphäen der Neuen Schweizer Volksmusik“  wirkt er bei den Formationen «Ambäck» (mit Markus Flückiger, Andreas Gabriel)  «Gläuffig» mit Fränggi Gehrig, Mathias Landtwing, Lukas V. Gernet) «Simone Felbers iheimisch» ( und weiteren Adhoc-Gruppen mit. Weiterhin ist er Mitglied von diversen Gruppen wie der Big Band des Schweizer Armeespiels, Marcel Oetiker Trio/Quartett & Septett, Markus Flückigers Alpen Nordsite, Mathias Landtwings Sextett, Trio/Quartett Robin Mark, Trio Reichmuth/Ulrich/Huber, Alpini Vernähmlassig, Nüüuruchig, Purzelbaum, Stegreif GmbH oder Widertäktigs.
In der Live-Techno-Band «Stereo Kulisse» (mit Fabian und Dominik Eberle) produziert Huber zudem elektronische Clubmusik. In seinen eigenen Projekten «Alone» und «Pirmin Huber Swiss Folk» bezieht er Volksmusikalisches auf Techno, Jazz, Klassik oder Elektronik. Neben zahlreichen Konzerten im In- und Ausland sowie Auftritten bei Radio und Fernsehen wirkte er bei verschiedenen Aufnahmen von Alben von Marcel Oetiker Trio, Stegreif GmbH oder dem Trio von Robin Mark mit.

## Auszeichnungen
Huber erhielt 2021 einen Werkbeitrag des Kantons Schwyz, um Literatur für den Kontrabass-Unterricht zu schaffen.

## Diskographische Hinweise
- Trio Robin Mark: Folkorn (Phonoplay International 2011)
- Pirmin Huber Live. Pirmin Huber Project 2012. Gläuffig. Stegreif GmbH. Quartett Robin Mark. Volksmusikfestival Altdorf 2012 (Phonoplay International 2012)
- Inception (Bandcamp 2013, mit Fränggi Gehrig, Lukas Gernet, Samuel Leipold, Lukas von Flüe)[11]
- Ländlerkapelle Gläuffig: Jä sowieso, uf alli Fäll (Phonoplay International 2014)[6]
- Robin Mark: Around (Phono Special Edition 2015)
- Ambäck: Chreiselheuer (2020)[12]
- Gläuffig: Gesellenwanderung (2022)[13]